# Johannes Bach (Politiker, 1808)
Johannes Bach (* 7. August 1808 in Saanen; † 15. Juni 1866 ebenda) war ein Schweizer Politiker und Richter. Von 1851 bis 1857 gehörte er dem Nationalrat an.

## Biografie
Bach war der Sohn eines Lehrers. Von 1832 bis 1840 war er in Saanen Gerichtsschreiber und Amtsnotar. Ab 1838 studierte Bach Recht an der Universität Bern. Nach dem Abschluss war er ab 1841 als Gerichtspräsident des Amtsgerichtes Saanen tätig. In drei verschiedenen Bezirken amtierte er als Regierungsstatthalter: von 1842 bis 1844 im Amtsbezirk Saanen, 1845 im Amtsbezirk Schwarzenburg und ab 1846 im Amtsbezirk Konolfingen. Als die Konservativen 1850 an die Macht gelangten, setzten sie ihn als Regierungsstatthalter ab, worauf er wieder als Amtsnotar in arbeitete.
Bach vertrat radikalliberale Ansichten. Er wurde 1839 in den Grossen Rat des Kantons Bern gewählt, dem er bis 1846 angehörte. Im Jahr 1846 war er Mitglied des Verfassungsrates. 1847 kommandierte er während des Sonderbundskriegs die Landwehr im Obersimmental. Bach kandidierte bei den Nationalratswahlen 1851 und wurde im Wahlkreis Emmental gewählt. Im Parlament setzte er sich für die staatliche Armenfürsorge ein, 1857 trat er zurück.